# Pieter van Rhijn
Pieter Johannes van Rhijn (Gouda, 24 maart 1886 — Groningen, 9 mei 1960) was een Nederlands astronoom.
Hij promoveerde in 1915 bij Jacobus Cornelius Kapteyn op een proefschrift getiteld Derivation of the change of colour with distance and apparent magnitude together with a new determination of the mean parallaxes of the stars with given magnitude and proper motion.
Van Rhijn hield zich als assistent van Kapteyn bezig met onderzoek naar de structuur van het Melkwegstelsel. In 1920 publiceerden Kapteyn en Van Rhijn samen een artikel onder de titel On the distribution of the stars in space, especially in the high galactic latitudes. Dit artikel bevatte belangrijke gegevens voor de lichtkrachtwet.
In 1921 volgde hij Kapteyn op als hoogleraar en directeur van het Sterrenkundig Laboratorium in Groningen. Hij was later lange tijd voorzitter van Commissie 32 van de Internationale Astronomische Unie (1932-1958). In die hoedanigheid hield hij zich bezig met het Plan of Selected Areas. Dit plan was een idee door Kapteyn in 1906 gelanceerd om de sterrenhemel in een aantal gebieden te verdelen, die dan door verschillende sterrenwachten over de hele wereld bestudeerd zouden worden. In de periode van 1930-1940 werd Van Rhijn lid van de adviesraad evenals het voorbereidend comité van de Groninger Dagen.
Planetoïde (2203) van Rhijn is naar hem vernoemd, evenals de maankrater van Rhijn. 

## Promovendi
- 1923: Egbert Kreiken, On the Colour of the Faint Stars in the Milky-Way and the Distance of the Scutum-Group
- 1924: Jan Schilt, On a Thermo-Electric Method of Measuring Photographic Magnitudes
- 1926: Jan Oort, The Stars of High Velocity
- 1926: Peter van de Kamp, De zonsbeweging met betrekking tot apparent zwakke sterren
- 1927: Willem Klein Wassink, The Proper Motion and the Distance of the Praesepe Cluster
- 1946: Adriaan Blaauw, A Study of the Scorpio-Centaurus Cluster
- 1932: Bartholomeus Bok, A Study of the Eta Carinae Region
- 1934: Jean Raimond, The Coefficient of Differential Galactic Absorption
- 1938: Broer Hiemstra, Dark Clouds in Kapteyn's Special Areas 2, 5, 9 and 24 and the Proper Motions of Stars in These Regions